# Clerks
Clerks (literalment en català: "Dependents") és una comèdia estatunidenca de 1994 i òpera prima de Kevin Smith, que va exercir com a guionista, director i actor secundari com Bob el silenciós. Després del seu bon acolliment en el festival de Sundance, aquesta pel·lícula ha estat considerada una joia del cinema independent nord-americà. La seva trama és simple: un dia qualsevol en la vida d'un empleat en una petita botiga d'autoservei. Partint d'una base tan simple, la pel·lícula consisteix gairebé exclusivament en hora i mitja d'àgils i ràpids diàlegs, en un únic escenari, el supermercat, rodats en blanc i negre amb una estètica totalment minimalista, fent de la necessitat virtut, ja que el pressupost de la cinta era veritablement reduït.
Clerks constitueix el punt de partida d'una sèrie de pel·lícules (Mallrats, Perseguint a Amy, Dogma, Jay i Bob el Silenciós contraatacan, Clerks II) en les quals repeteixen els personatges Jay i Bob el silenciós, aquest últim interpretat pel mateix Kevin Smith.

## Sinopsi
Dante Hicks (Brian O'Halloran) no passa un bon dia. Treballa en una petita botiga de conveniències i entra a treballar en el seu dia lliure. Dante creu que la vida és una sèrie de moments baixos i aquest dia no és diferent. Llegeix en el diari que la seva exparella Caitlin (Marilyn Ghigliotti) es casa. La seva actual núvia revela tenir una mica més d'experiència amb el sexe que ell pensava. Les seves principals preocupacions són el partit d'hoquei que té aquesta tarda i l'estela d'un amic que va morir. El seu amic Randal Graves (Jeff Anderson) treballa com a dependent al videoclub del costat i odia la seva feina tant com Dante odia la seva.

## Producció
La pel·lícula està rodada en blanc i negre. Està realitzada amb pressupost de 27.575 dòlars. Per adquirir fons amb els quals poder realitzar el film Kevin Smith va vendre part de la seva extensa col·lecció d'historietes en 1993, va utilitzar entre vuit i deu targetes de crèdit que tenien 2000 dòlars com a límit de crèdit, va utilitzar també part dels estalvis que posseïa per als seus estudis universitaris i finalment va utilitzar els diners de l'assegurança de l'automòbil de Jason Mewes guanyat per la pèrdua del seu cotxe en una inundació.La pel·lícula va ser filmada en 21 dies. Originalment Kevin Smith va escriure el rol de Randal Graves per a si mateix, això d'acord amb Smith, segons diu en el DVD, es devia al fet que Randal tenia les millors línies.

## Repartiment
- Brian O'Halloran com Dante Hicks.
- Jeff Anderson com Randal Graves.
- Marilyn Ghigliotti com Veronica Loughran.
- Lisa Spoonauer com Caitlin Bree.
- Jason Mewes com Jay.
- Kevin Smith com Bob el silenciós.
- Scott Mosier com Willam Black/Client molest que juga a l'hoquei.
- Pattijean Csik com The Coroner.
- Ken Clark com Executador de la multa.
- Scott Schiaffo com L'Activista.
- Walt Flanagan com a Fumador de la gorra.
- Joey Lauren Adams com Alyssa Jones (The Lost Scene).
- Ed Hapstack com a Jugadora d'hoquei/Dona enfadada del funeral.
- Frances Cresci com la nena fumadora de 4 anys.

## Rodatge
La botiga on es roden la major part de les escenes (en el nº 58 de Leonard Avenue, a Leonardo, Nova Jersey, lloc de culte avui dia) era el lloc on havia treballat anteriorment Smith, que acabava de tornar d'estudiar cinema durant dos anys a Vancouver i va acceptar de nou el treball, amb el permís de la propietària de el local i la condició de poder rodar la pel·lícula en aquesta.
Durant el dia treballava a la botiga i aprofitava les nits per rodar, entre dos quarts d'onze i dos quarts de sis de la matinada. El rodatge nocturn explicaria el per què la persiana de la botiga està baixada, encara que en la pel·lícula ho justifiquen dient que "alguns vàndals" han enganxat xiclet en el cadenat d'aquesta. El rodatge va durar al voltant de 21 dies en què el director amb prou feines va dormir més d'un parell d'hores a el dia.
Smith va arribar a admetre en entrevistes posteriors el risc econòmic que va suposar rodar la pel·lícula, però gràcies a això a dia d'avui segueix fent riure a generacions diferents gràcies a la cruesa del seu argument i a l'originalitat del seu guió.

## Acolliment

### Taquilla
La pel·lícula es va convertir en un sorprenent èxit després de ser adquirida per Miramax Films i va recaptar al voltant de 3.151.000 de dòlars als Estats Units tot i que mai va ser exposada en més de cent sales al mateix temps. La MPAA va decidir que la pel·lícula no era per a menors, li va atorgar la qualificació NC-17 i pràcticament la condemna a l'ostracisme. Aquesta etiqueta, temuda pels cineastes nord-americans, prohibeix l'accés a la sala als que tinguin menys de 18 anys. Miramax (Harvey Weinstein omnipresent) no es fa enrere i contracta un advocat especialitzat en drets civils. Alan Dershowitz, s'enfronta a la MPAA i aconsegueix que rebaixi la qualificació a R, el que implica que els menors de 18 anys poden veure la pel·lícula sota la supervisió d'un adult. Tenint en compte l'important segment de taquilla que representa en els 90 el públic adolescent, la gestió de Dershowitz salva la carrera comercial de Clerks.

### Premis
Clerks va guanyar el "Premi de la Joventut" i el "Premi Mercedes-Benz" en el Festival de Cinema de Cannes en 1994; va empatar amb Fresh en el "Trofeu dels Cineastes" en el Festival de Cinema de Sundance i va ser nominada tres vegades per als Premis Independent Spirit (Millor òpera primera, millor guió d'òpera primera i a Jeff Anderson per millor actuació debut). Al 2000, els lectors de Total Film van votar a Clerks entre les millors comèdies de tots els temps i, al 2006, la revista britànica Empire la va considerar com a quarta millor pel·lícula independent de la història. La pel·lícula va ser inclosa en la llista de les 100 pel·lícules més divertides que va elaborar la cadena Bravo i la va situar en el 33º lloc. Al 2008, Entertainment Weekly va situar la pel·lícula en el lloc 13º del rànquing "The Cult 25: The Essential Left-Field Movie Hits Since '83" i en 21º lloc de la llista "The Comedy 25: The Funniest Movies of the Past 25 Years". També, al 2008, Empire la va incloure en la seva llista de les "500 millors pel·lícules de tots els temps", en el lloc 361. Clerks va aparèixer en el llibre 1001 pel·lícules que cal veure abans de morir.

### Crítica
La pel·lícula va ser ben rebuda pels crítics, i es considera un clàssic del culte. En la seva crítica de 1994 sobre Clerks, Roger Ebert va donar a la pel·lícula tres estrelles de quatre possibles. Ebert va lloar la pel·lícula per representar de manera interessant un dia complet de vida de classe mitjana "absolutament autèntica", i va afegir: "Dins de les limitacions de la seva producció, Smith mostra una gran invenció, una sensació natural per a la comèdia humana i un avantatge per escriure. diàleg estrany, de vegades brillant". Peter Travers va posar a la pel·lícula quatre de les quatre estrelles, cridant l'atenció sobre la "brillantor còmica" d'Anderson i escrivint que "Smith clava l'obstrucció obsessiva dels joves intel·ligents i parats que no saben imaginar les seves idees".

## Banda sonora
La banda sonora de la pel·lícula va ser llançada l'11 d'octubre de 1994. Es componia de diverses cançons inèdites de bandes punk, grunge i de rock alternatiu com Bad Religion, Love Among Freaks, Alice In Chains i Soul Asylum. La banda sonora també incloïa diversos talls de so de la pel·lícula. Clerks és una de les poques pel·lícules en la qual els costos d'obtenció dels drets musicals usats en el film eren majors que els propis costos de producció per a tot el llargmetratge.
La cançó de Soul Asylum, "Can't Even Tell", que apareix en els crèdits finals de la pel·lícula i que apareix en la banda sonora original, va aconseguir el 16º lloc de la llista del Billboard Hot Modern Rock Tracks en 1994. El videoclip per a la cançó va ser dirigit per Smith i va ser gravat en els mateixos llocs en què es va gravar la pel·lícula. El videoclip va comptar amb l'aparició de Smith, Jason Mewes, Jeff Anderson i Brian O'Halloran, representant els seus personatges de Clerks.
Una altra cançó que va aparèixer a la banda sonora va ser "Got Me Wrong" d'Alice in Chains. La cançó va aconseguir arribar al 7è lloc de la llista Hot Modern Rock Tracks i 15è a la Billboard Hot Mainstream Rock Tracks al 1994.

## Seqüeles
Tot i que no són seqüeles en relació amb la història de la pel·lícula original, alguns personatges de l'original Clerks (principalment Jay i Bob el silenciós) van aparèixer a les pel·lícules Mallrats (1995), Perseguint l'Amy (1997), Dogma (1999), i Jay i Bob el silenciós golpegen de nou (2001), que es desenvolupen amb la mateixa continuïtat que Clerks. Dante i Randal també van tornar a representar els seus papers a Jay i Bob el silenciós golpegen de nou, que originalment va ser promogut com a final de la sèrie, però es va anunciar una seqüela oficial de Clerks uns anys després.
- Clerks 2: Els amics Dante Hicks i Randal Graves, dependents d'una botiga de barri, es veuen forçats a buscar-se una nova feina en el món del menjar ràpid. Aquesta és la segona part de "Clerks", l'òpera prima de el director Kevin Smith. Manté als seus protagonistes Dante Hicks (Brian O'Halloran) i Randal Greus (Jeff Anderson). A més, també apareixen els més emblemàtics personatges de l'univers Smith, Jay (Jason Mewes) i Bob el silenciós (Kevin Smith). El film va rebre generalment crítiques positives, coincidint que ofereix molt de l'humor gràfic i part de la perspicàcia que va fer de "Clerks" una pel·lícula de culte. També es va considerar aquesta seqüela com més desafiant i va rebre vuit minuts d'ovació al Festival de Cannes de 2006. Com a curiositat, Smith va publicar els diaris de la producció en el lloc web de "Clerks 2", oferint una crònica completa de la realització de la pel·lícula, des dels primers assajos fins a la versió final.[12]
- Clerks 3: A principis de 2013, Smith va deixar caure per primera vegada la possibilitat d'una tercera pel·lícula per Dante i Randal, però el projecte no va acabar de desenganxar.[13] 'Clerks 3' és un projecte que Smith ha tingut la intenció de dur a terme durant força temps, i amb un guió acabat, preparant-se per rodar, semblava que Anderson no anava a tornar. Segons la publicació a la xarxa social, sembla que tot s'ha arreglat entre ells i el repartiment principal, inclòs Brian O'Halloran, l'altre protagonista, estan dins. Smith ha descartat el seu guió original i ha començat a treballar en un nou esborrany. El realitzador escrivia que "serà una pel·lícula sobre com una amistat de dècades que finalment s'enfronta a el futur". A l'almenys els dos actors principals de la primera hi seran.[14]